# ベロウソフ・ジャボチンスキー反応

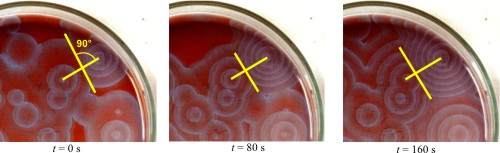
シャーレ内で進むベロウソフ・ジャボチンスキー反応。80秒、160秒と時間が進むにつれて、同心円状のパターンが広がっていく様子が観察できる

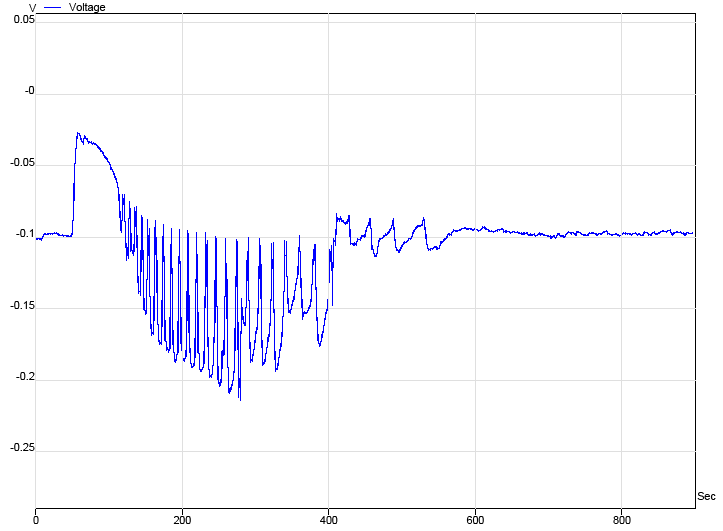
銀と硝酸銀を電極に用いた半電池を使って測定したBZ反応の電気的ポテンシャルの変化

ベロウソフ・ジャボチンスキー反応（ベロウソフ・ジャボチンスキーはんのう、英: Belousov–Zhabotinsky reaction、略してBZ反応とも呼ばれる）とは、セリウム塩などの金属塩と臭化物イオンを触媒としてマロン酸などのカルボン酸を臭素酸塩によりブロモ化する化学反応のことである。系内に存在するいくつかの物質の濃度が周期的に変化する非線型的振動反応の代表的な例として知られている。この反応などの振動反応は平衡熱力学の理論が成り立たない非平衡熱力学（英語版）分野の代表例である。反応溶液の色が数十秒程度の周期で変化する点が演示実験向きであるためしばしば利用されている。ヨウ素を使った同様の振動反応であるブリッグス・ラウシャー反応や、BZ反応で触媒としてトリス(ビピリジン)ルテニウム(II)塩化物を使った時は、光の影響下では自己組織化が起こる。また、この反応はリーゼガングリング現象に大きく類似しているとも言われている。

## 発見
ソ連のボリス・ベロウーソフがクエン酸回路の研究を行なっている際に、硫酸酸性クエン酸と臭素酸カリウムを硫酸セリウム(IV)およびマロン酸の存在下に反応させると反応溶液の色が無色と黄色の間を周期的に変化し、それに従ってセリウム(IV)塩（Ce4+）とセリウム(III)塩（Ce3+）の濃度比が振動することを1951年に見出した。これはCe4+がマロン酸によって還元されるが、すぐに臭素酸イオン（BrO3-）によって酸化されてCe4+に戻るためである。しかし当時は化学反応は最終的な平衡状態に向かって進行していくだけのものであると考えられており、このような周期的な現象があるとは受け入れられなかったため論文は受理されなかった。その後1959年に短い報告が査読のない雑誌に発表されたが広く知られることは無かった。
アナトール・ジャボチンスキーが1961年にこの反応を再発見した。この反応に興味を持ったジャボチンスキーは1964年ごろから詳しい検討を行ない、クエン酸の代わりにマロン酸でも同様の反応が起こること、セリウム以外に鉄やマンガンの塩もこの反応を触媒することを報告した。1968年にプラハで行なわれた生物学会でこれらの結果が発表され広くこの反応が知られるようになった。ベレウーソフは1970年に亡くなったが、後に再評価されて1980年にジャボチンスキーと共にレーニン賞を贈られている。
西イングランド大学のコンピューター科学者、アンドリュー・アダマツキーはBZ反応を利用した液体の論理回路を開発したと報告している。また細胞を自己作成する神経の性質を用いた"湿ったコンピューター"の開発が進んでいる。

## 反応の様子

BZ反応でできるパターンのコンピュータシミュレーション

現在、BZ反応を起こすための混合溶液が多く考案され、化学の書籍やウェブサイトに掲載されている。フェナントロリンの錯体であるフェロインは指示薬としてよく用いられる。
実験がペトリ皿で行われた場合、周期的セル・オートマトンのパターンに類似した同心円状や螺旋状の色のパターンができる。
螺旋が振動する現象は自然界の他のところでも観察できる。例えば土の中に棲むアメーバの一種、キイロタマホコリカビのコロニーに見られる。BZ反応の場合、化学物質同士が反応し、周期は分単位であるが、アメーバの場合は単細胞生物の行動によって変化が起こり、その周期は1日より長く、年単位に及ぶこともある。
溶液がかき混ぜられると一度色が消えるが、しばらくすると再び現れる。このパターンは酸化剤または還元剤のどちらかがなくなるまで続く。またマグネチックスターラーを使ってビーカーで実験を行うと色が周期的に変化する。

## 概観
マロン酸における反応は以下の反応式で表される。
{\displaystyle {\rm {5HOOCCH_{2}COOH+3BrO_{3}^{-}+3H^{+}\longrightarrow 3HOOCCHBrCOOH+2HCOOH+4CO_{2}+5H_{2}O}}}

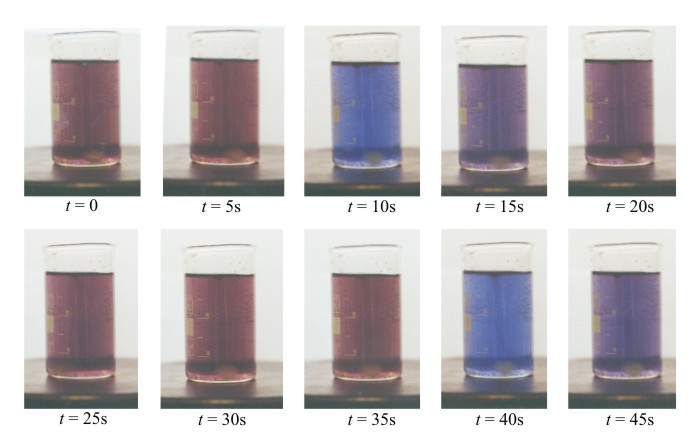
フェロインを用いたBZ反応系の時間変化

反応液の色の変化は触媒となっている金属塩の酸化還元反応に伴うものであり、用いた金属種によってその色は異なる。セリウム塩では無色と黄色に変化するが、フェロイン（鉄のフェナントロリン錯体）を用いると赤と青の間で変化する。反応液を良く撹拌した状態では一定の時間ごとに反応液全体の色の変化が起こる。一方、反応液をシャーレのような浅い容器に静置した状態におくと、まず数箇所に色の変化した点が現れ、そこから同心円に色の変化が広がっていく様子が観察できる。ダーツの的のように見えることからターゲットパターンと呼ばれる。このような熱平衡に無い状態で時間的、空間的な規則性が生成する(散逸構造)現象は生体においてしばしば見られることから、その方面からの興味が持たれた。
2008年には部活動で実験を行った茨城県立水戸第二高等学校の教師と生徒が、それまで反応が終了したとされていた赤色で変化が止まった状態で後片付けをせず試薬を放置して下校した結果、液が黄色に変化したことを報告した。この反応は条件によって、最後の赤色で止まった後、5～20時間放置すると反応が再開する。この発見は「Rebirth of a dead Belousov-Zhabotinsky oscillator.（長時間停止したBZ振動の復活）」として纏められ専門誌に掲載された。

## 機構
この反応の詳細な機構については、1972年にリチャード・フィールド、エンドレ・コロス、リチャード・ノイエスによって提案されたFKNメカニズムで良く説明される。このメカニズムは18のステップに分かれるが、大まかには以下のようなものである。
まず臭素酸塩と臭化物イオンが反応して最終的に臭素が発生するプロセスA
{\displaystyle {\rm {BrO_{3}^{-}+5Br^{-}+6H^{+}\longrightarrow 3Br_{2}+3H_{2}O}}}
が始まる。最初にプロセスAを開始させるための臭化物イオンは系内に不純物として存在するものが利用される。臭素酸塩は臭化物イオンによって亜臭素酸、次亜臭素酸、臭素と順次還元されていく。プロセスAは系内に存在している臭化物イオンが消費されつくすと停止する。
プロセスAにおいて中間生成物である亜臭素酸が生成すると、還元型の金属塩による臭素酸塩の次亜臭素酸への還元プロセスB
{\displaystyle {\rm {BrO_{3}^{-}+4Ce^{3+}+5H^{+}\longrightarrow 4Ce^{4+}+HOBr+2H_{2}O}}}
が起こるようになる。このプロセスBは、臭素酸塩と亜臭素酸が反応して2分子の二酸化臭素が生成し、それが金属塩によって還元されて2分子の亜臭素酸となる段階を含む自触媒反応である（これはブリッグス・ラウシャー反応も同様である）。プロセスAが進行している間は亜臭素酸はプロセスAで臭素へ還元されて消費されるためプロセスBの反応速度は極めてゆっくりとしか進行しない。しかし、臭化物イオンが無くなりプロセスAが停止すると亜臭素酸がネズミ算式に増加し、それとともにプロセスBの反応速度は急激に上昇する。これにより溶液の還元型の金属塩は急激に酸化型へと変化し、溶液の色が変化する。
一方、プロセスAで生成した臭素とマロン酸が反応してブロモマロン酸となる。
{\displaystyle {\rm {HOOCCH_{2}COOH+Br_{2}\longrightarrow HOOCCHBrCOOH+H^{+}+Br^{-}}}}
また、マロン酸とブロモマロン酸は酸化型の金属塩によって酸化されてギ酸と二酸化炭素となり、還元型の金属塩と臭化物イオンが再生される。
{\displaystyle {\rm {HOOCCH_{2}COOH+6Ce^{4+}+2H_{2}O\longrightarrow HCOOH+2CO_{2}+6Ce^{3+}+6H^{+}}}}
{\displaystyle {\rm {HOOCCHBrCOOH+4Ce^{4+}+2H_{2}O\longrightarrow HCOOH+2CO_{2}+4Ce^{3+}+Br^{-}+5H^{+}}}}
臭化物イオンが再生されるとプロセスAが再開するため亜臭素酸が臭素まで還元されプロセスBが停止する。還元型の金属塩のプロセスBでの消費が無くなる結果、再び反応液の色はもとに戻っていく。再びプロセスAで臭化物イオンが消費しつくされるとプロセスBの速度が急激に増加し、反応液の色の変化が繰り返される。
1974年にフィールドとノイエスは、より簡略化した5つの反応過程からなる計算化学的なモデルを提唱した。これは彼らが所属していたオレゴン大学と振動反応を意味するOscillatorからオレゴネータ（Oregonator）と呼ばれる。
- {\displaystyle {\rm {BrO_{3}^{-}+Br^{-}+2H^{+}\longrightarrow HBrO_{2}+HOBr}}}
- {\displaystyle {\rm {HBrO_{2}+Br^{-}+H^{+}\longrightarrow 2HOBr}}}
- {\displaystyle {\rm {BrO_{3}^{-}+HBrO_{2}+2Ce^{3+}+3H^{+}\longrightarrow 2HBrO_{2}+2Ce^{4+}+H_{2}O}}}
- {\displaystyle {\rm {2HBrO_{2}\longrightarrow BrO_{3}^{-}+HOBr}}}
- {\displaystyle {\rm {HOOCCH2COOH+Ce^{4+}\longrightarrow fBr^{-}}}}